# Борисово (Валдайский район)
Борисово — деревня в Валдайском районе Новгородской области России. Входит в состав Рощинского сельского поселения.

## География
Деревня находится в юго-восточной части Новгородской области, в зоне хвойно-широколиственных лесов, на западном берегу озера Ужин, при автотрассе М10, на расстоянии примерно 9 километров (по прямой) к северо-северо-востоку (NNE) от города Валдай, административного центра района. Абсолютная высота — 193 метра над уровнем моря.

### Часовой пояс
Деревня Борисово, как и вся Новгородская область, находится в часовой зоне МСК (московское время). Смещение применяемого времени относительно UTC составляет +3:00.

## Население
| 2010 |
| ---- |
| 0    |